# 烏斯蒂尼夫卡 (庫皮揚斯克區)
50°14′53″N 37°31′49″E / 50.24806°N 37.53028°E
烏斯蒂尼夫卡（烏克蘭語：Устинівка）是位於烏克蘭東部的村莊，由哈爾科夫州庫皮揚斯克區的維利胡瓦特卡市鎮負責管轄。該村始建於1750年，面積0.56平方公里，海拔高度182米，2001年人口182，人口密度每平方公里325.6人。